# Lostanges
Lostanges è un comune francese di 131 abitanti situato nel dipartimento della Corrèze nella regione della Nuova Aquitania.
livre sur la commune - Lostanges du Moyen Age à nos jours- par Jean Marc Brunie

## Società

### Evoluzione demografica
Abitanti censiti